# Daniel Oetzel

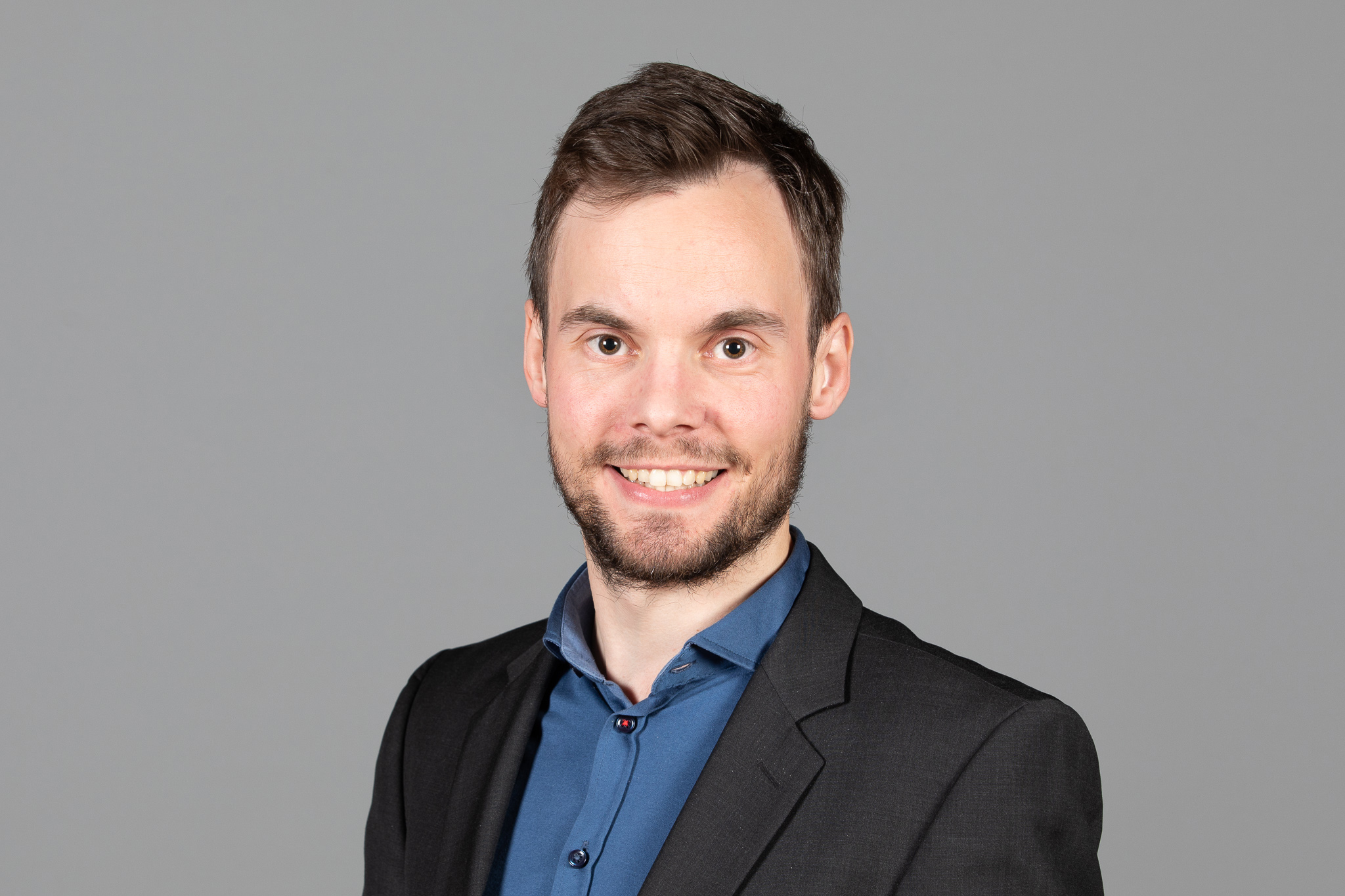
Daniel Oetzel (2018)

Daniel Oetzel (* 5. März 1988) ist ein deutscher Politiker (FDP). Er war von 2013 bis 2016 Vorsitzender der Jungen Liberalen Hamburg. Von März 2015 bis Februar 2020 war Oetzel Mitglied der Hamburgischen Bürgerschaft.
Oetzel lebt seit 2008 in Hamburg-Blankenese und studiert den Master of Education (Lehramt) an der Universität Hamburg mit den Fächern Geschichte und Biologie. Von 2010 bis 2012, sowie von 2013 bis 2014 war er Mitglied im AStA der Universität Hamburg. Seit 2011 ist er Mitglied der FDP.  Aufmerksamkeit erregte er unter anderem 2014, als er sich öffentlich für die Legalisierung von Cannabis aussprach. Bei der Bürgerschaftswahl 2015 kandidierte Oetzel auf Platz 9 der Landesliste, konnte aber erst als Nachrücker für Heico Fuhrmann, der das Mandat aus beruflichen Gründen nicht annahm, in die Bürgerschaft einziehen. Er war Sprecher für Wissenschaft, Sport, Familie, Kinder und Jugend und Mitglied in der Enquete-Kommission „Kinderschutz und Kinderrechte stärken“. Ebenfalls war Oetzel Mitglied im G20-Sonderausschuss. Seit Herbst 2017 war Oetzel zudem Vorsitzender des Ausschusses für Wissenschaft und Gleichstellung. Am 14. Mai 2018 wurde Daniel Oetzel zum parlamentarischen Geschäftsführer und stellvertretenden Fraktionsvorsitzenden gewählt.
Nachdem die FDP bei der Bürgerschaftswahl 2020 an der Fünfprozenthürde gescheitert war, löste sich die Fraktion auf und Oetzel schied aus der Bürgerschaft aus. Auf dem Landesparteitag der FDP Hamburg am 25. April 2021 bewarb er sich um das Amt des Landesvorsitzenden, unterlag aber dem früheren Fraktionsvorsitzenden in der Bürgerschaft Michael Kruse mit 127 zu 207 Stimmen.
Bei der Bürgerschaftswahl 2025 kandidierte er erfolglos auf Platz 6 der Landesliste der FDP Hamburg.